# Scutigera hispida
Scutigera hispida är en mångfotingart som beskrevs av Haase 1887. Scutigera hispida ingår i släktet Scutigera och familjen spindelfotingar.
Artens utbredningsområde är Papua Nya Guinea. Inga underarter finns listade i Catalogue of Life.